# مطار تيشيت
مطار تيشيت (إياتا: THI، إيكاو: GQNC) هو مطار يخدم مدينة تيشيت في موريتانيا.